# Nationalsozialistisches Fliegerkorps

Fana för NSFK

Nationalsozialistisches Fliegerkorps (NSFK) var en paramilitär nazistisk organisation. 

## Historik
NSFK var efterföljare till det tyska flygsportförbundet (Deutscher Luftsportverband), som 1933-1937 hade till uppgift att - först i hemlighet, sedan från 1935 öppet - fungera som flygmilitär utbildningsorganisation för Luftwaffes reserver. NSFK bildades 1937 och upplöstes av segermakterna 1945. NSFK var inte en partiorganisation utan en offentligrättslig korporation. Detta har i efterkrigsttyskland erkänts genom utslag i socialförsäkringsöverdomstolen.

## Organisation
NSFK lydde omedelbart under riksluftfartsministern Hermann Göring. Sina anslag erhöll de från riksluftfartsministeriet. Samtlig utrustning, byggnader och anläggningar som NSFK använde var statsegendom. Till chef för NSFK utnämnde Göring  1937 general Friedrich Christiansen. Han efterträddes 1943 av generalöverste Alfred Keller. 
Territoriellt var NSFK organiserad i 17 NSFK-gruppen. Varje grupp motsvarade ett militärområde (Wehrbezirk). Varje grupp bestod av upp till åtta flottiljer (Standarten); dessa var indelade i divisioner (Stürme) om minst 120 medlemmar.
Medlemskap i NSFK var frivilligt och kunde inte kombineras med medlemskap i SA, SS eller NSKK (Nationalsozialistisches Kraftfahrkorps).

### Regional organisation
| Nr | Regional grupp  | Stabsplats | Regional chef              |
| -- | --------------- | ---------- | -------------------------- |
| 1  | Ostland         | Königsberg | Ewald Oppermann            |
| 2  | Nord            | Stettin    | Friedrich-Wilhelm Frodien  |
| 3  | Nordwest        | Hamburg    | Harry von Bülow            |
| 4  | Berlin          | Berlin     | Carl Saucke                |
| 5  | Wartheland      | Posen      | Arno Kehrberg              |
| 6  | Schlesien       | Breslau    | Gerhard Sporleder          |
| 7  | Elbe-Saale      | Dresden    | Otto Zimmermann            |
| 8  | Mitte           | Eschwege   | Elmar von Eschwege         |
| 9  | Weser-Elbe      | Hannover   | Erwin Kratz                |
| 10 | Westfalen       | Dortmund   | Heinrich Sieler            |
| 11 | Hessen-Westmark | Darmstadt  | Otto von Molitor           |
| 12 | Niederrhein     | Essen      | Hans-Herbert Eggersh       |
| 13 | Main-Donau      | Nürnberg   | Carl Croneiß               |
| 14 | Bayern-Süd      | München    | Carl Braun                 |
| 15 | Schwaben        | Stuttgart  | Friedrich-Wilhelm Erbacher |
| 16 | Südwest         | Karlsruhe  | Werner Zahn                |
| 17 | Ostmark         | Wien       | Simmer                     |

## Flygutbildning
Frivillig försvarsutbildning för Luftwaffes behov var NSFK viktigaste uppgift. Det skedde framförallt genom en omfattande ungdomsverksamhet i samverkan med Hitlerjugend.
- Ungdomar 10-14 år gamla fick utbildning och övning i modellflygbyggande och modellflygning.
- Ungdomar 14-18 år gamla fick utbildning och övning i byggandet av glid- och segelflygplan och flygning med dessa.
- Vid 18 års ålder beviljades medlemskap i NSFK och vidareutbildning i segelflygning och påbörjande av motorflygning.
- Dessutom fanns frivillig utbildning till färdmekaniker, flygsignalist och flygtekniker.

Den som genomgått ungdomsutbildning vid NSFK tilldelades automatiskt Luftwaffe vid mönstringen.

## Grader
Mann (1), Sturmmann (2), Rottenführer (3), Scharführer (4), Oberscharführer (5), Truppführer (6), Obertruppführer (7), Sturmführer (8), Obersturmführer (9), Hauptsturmführer (10), Sturmbannführer (11), Obersturmbannführer (12), Standartenführer (13), Oberführer (14), Brigadeführer (15), Gruppenführer (16), Obergruppenführer (17), Korpsführer (18)